# Fahrenheit 11/9
Fahrenheit 11/9 és un documental del cineasta Michael Moore que se centra en les causes per les quals Donald Trump va acabar per proclamar-se president dels Estats Units en les eleccions presidencials del 2016. La pel·lícula va ser estrenada a nivell mundial el 6 de setembre de 2018 al Festival de Cinema Internacional de Toronto de 2018, mentre que als Estats Units no ho va fer fins al 21 de setembre de 2018 de la mà de Briarcliff Entertainment.A Espanya s'estrenarà el dia 9 de novembre per DeAPlaneta.

## Sinopsi
Documental sobre la campanya electoral i la presidència de Donald Trump. Es titula "Fahrenheit 11/9" (fent referència al seu aclamat documental Fahrenheit 9/11 pel qual va rebre la Palma d'Or al Festival de Cannes 2004) per la data en què el republicà va ser declarat president electe, el 9 de novembre de l'any 2016. El mateix Moore ha declarat que espera que les dades del seu documental siguin tan demolidores que el film contribueixi a enderrocar la credibilitat que Trump té entre els seus seguidors.
Aquest documental també examina i fa una forta crítica del sistema polític dels Estats Units. La crítica se centra en Donald Trump i el Partit Republicà, de fet el documental comença, quan Trump guanya les eleccions als Estats Units el 9 de novembre de 2016, amb la pregunta “How the f*** did this happen?” ("Cóm cony ha passat això? / Com cony hem arribat aquí?"). Però també hi ha una crítica a la corrupció política en general i al propi sistema i les seves lleis, sobretot en temes socials.
Aconsegueix explicar i justificar aquesta forta crítica investigant dos casos molt clars: el cas de l'aigua enverinada del poble de Flint, i la corrupció política que l'envolta (on estava principalment implicat Rick Snyder), i el moviment reivindicatiu de joves adolescents per prohibir les armes, sorgit després de diversos tiroteigs en escoles. A més, a través d'ensenyar la lluita del professorat i de treballadors relacionat amb l'àmbit escolar per aconseguir millorar les seves condicions salarials i laborals, Moore encoratja els moviments populars i la força del poble per canviar les coses.
Per fer aquest documental Moore segueix amb el seu particular estil de narrar. Fa una classe de comèdia irònica fosca i tallant, amb la que només riuen els que estan d'acord amb la seva línia ideològica. Ell vol aconseguir incomodar a l'espectador i provocar una reacció en aquest que el faci actuar. El missatge final pretén encoratjar les persones que comparteixen les conviccions polítiques i socials de Moore a mobilitzar-se per canviar les injustícies.
A més, vincula la presidència de Trump amb l'ascens dels supremacistes blancs o el problema de les armes de foc, entre altres greus problemes que no només preocupen a la població nord-americana, sinó també a la resta del món. El director acusa Trump de destruir el somni americà i amb aquest nou documental busca “enderrocar Trump” abans de les eleccions de novembre del 2018.

## Títol
El títol fa referència a una altra pel·lícula documental de Michael Moore, Fahrenheit 9/11 (2004), que tracta de les conseqüències dels atacs terroristes de l'11 de setembre. També fa al·lusió al fet que Donald Trump va ser proclamat com a president dels Estats Units a les 2:29 de la matinada del 9 de novembre de 2016.

## Sobre l'autor
Molt pocs documentalistes d'avui dia aconsegueixen lluir una senzillesa expressiva i una sornegueria riallera dins d'aquest gènere, segons expressa l'articulista César Norageda. Michael Moore és originari de Míchigan, i és conegut per la seva postura progressista i la seva visió crítica enfront de la globalització, la violència armada i les grans corporacions. Estudià periodisme i està molt familiaritzat amb la literatura, però fou a través del cinema documental on està més acostumat a expressar les seves idees. Ha participat en la creació de sèries televisives i ha dirigit reeixits documentals d'una mateixa índole, com bé poden ser Browling for Columbine (2002) o Sicko (2007), on denúncia el sistema sanitari estatunidenc.

## Producció
El director Michael Moore es va associar amb els productors Harvey Weinstein i Bob Weinstein al maig de 2017 per produir i distribuir Fahrenheit 11/9. No obstant, l'octubre següent van sorgir les acusacions d'abús sexual de Harvey Weinstein. Com a resultat, Moore va acomiadar al seu anterior equip de producció i va frenar el desenvolupament del documental. Abans de continuar amb el seu projecte Fahrenheit 11/9, Moore es va centrar en presentar un programa de Broadway, The Terms of My Surrender, que va estar en cartellera durant 12 setmanes. Finalment, la producció del documental es va reprendre amb un pressupost d'entre 4 i 5 milions en finançament privat. Com a part del rodatge, Moore va fer una visita clandestina al complex turístic de Florida, Mar-a-Lago, propietat del president Trump i es va endinsar en la localitat durant 15 minuts abans de ser escortat per la seguretat.

## Crítica
Variety assegura que és "una potent advertència sobre el feixisme" que presenta quelcom "esfereïdor, amenaçant i poderós" Per altra banda, The Hollywood Reporter ofereix una crítica més neutral en la qual apunta que, malgrat que es fan "reflexions interessants, els objectius i els fils que van apareixent fan que sigui una obra irregular". El portal IMDB puntua al documental amb un 5'7 sobre 10, mentre que Metacritic la valora amb un 68 sobre 100.  Per altra banda, Rotten Tomatoes assigna al documental una qualificació d'aprovació del 81%, basada en 148 ressenyes, la puntuació mitjana entre les quals és de 7/10. Steve Pond va escriure per The Wrap que "es tracta de molt més que una pel·lícula sobre Donald Trump", ja que és "un toc d'atenció" per a la societat nord-americana i, com a conseqüència, per a tot el món.
El crític Carlos Boyero, de El País, opina que es un documental necessari i que posseeix mordacitat i talent expressiu, però fa referència a certes trampes per aconseguir l'absoluta complicitat del receptor, mentre que per la seva part, Alberto Bermejo, del diari El Mundo, comenta que és un documental obertament combatiu que deixa una escletxa esperançadora a través dels joves que prenen la iniciativa, a més de posar en evidència l'habilitat de Michael Moore per contraposar arguments i establir un fascinant relat, tot i que, per als no iniciats, certs aspectes narrats d'índole local poden desconcertar l'espectador.